# Olifantenpolo

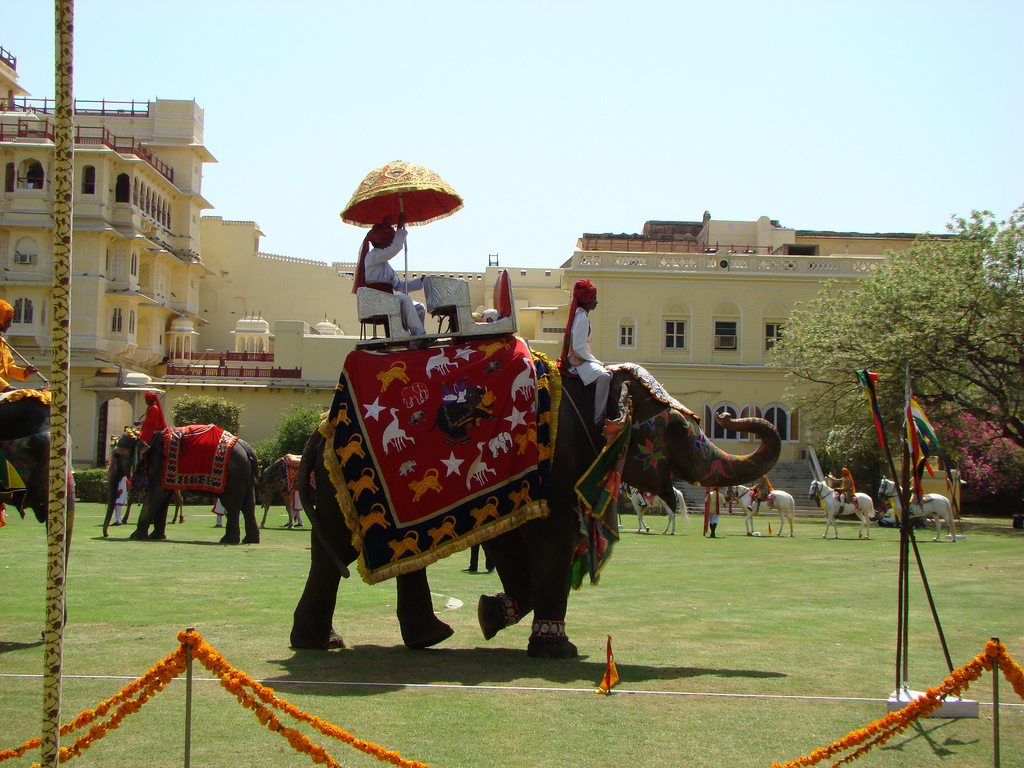
Olifantenpolo, India

Olifantenpolo is een teamsport waaraan olifanten en mensen deelnemen. Het werd voor het eerst gespeeld in India aan het begin van de twintigste eeuw. Tegenwoordig wordt olifantenpolo vooral gespeeld in India, Nepal, Sri Lanka en Thailand. Olifantenpolo is te vergelijken met normale polo. Polo is afgeleid van het Tibetaanse woord pulu, wat "wortel" betekent. Polo is hiernaar vernoemd omdat de eerste ballen van wilgenhout zijn gemaakt.
The World Elephant Polo Association (WEPA) werd in 1982 opgericht in Nepal. WEPA is de belangrijkste olifantenpolo organisatie van de wereld.  Deze organisatie regelt bijna alle competities voor olifantenpolo die er zijn. De sport is zowel bij de lokale bevolking als bij de toeristen heel erg populair.

## Spelregels
Elke ploeg heeft vier olifanten. Er staan drie olifanten in het veld en een in de goal. Op elke olifant zit een mahout (temmer) en een speler. De scheidsrechters zitten op een houten terras op de rug van een grote olifant die langs de zijlijn staat. Sommige olifanten lijken het spel te begrijpen. Ze trappen dan de bal zelf in de goede richting of ze gaan erachteraan zonder dat de temmer ze aanspoort. Soms gooien ze de bal met hun slurf in de goal maar dat is tegen de spelregels. De wedstrijd heeft twee speelhelften van elk ongeveer een kwartier. Die speelhelften heten chukkahs.  
Het speelveld is 70 bij 100 yards, dat is kleiner dan een paardenpoloveld, omdat olifanten niet even snel gaan als paarden. De sticks heten mallets en die zijn 98 tot 110 inch lang, afhankelijk van de grootte van de olifant. De sticks zijn langer dan bij paarden omdat paarden kleiner zijn; bij paardenpolo zijn de sticks namelijk maar 51 inch lang.